# Hakim Braham
Hakim Braham (Sousse, 30 oktober 1958) is een voormalig voetballer uit Tunesië. Hij speelde in het Nederlandse betaalde voetbal voor DS '79.

## Loopbaan
Hij ging in 1975 met zijn broer naar Nederland en ging voetballen bij RVC in Rijswijk. Hij speelde in het derde team en maakte op 9 oktober 1977 zijn debuut in het eerste elftal van RVC.
Braham speelde zich in de kijker bij profclubs en tekende in 1980 een contract bij DS '79.
Met DS'79 werd hij in 1983 kampioen in de Eerste divsie. Zijn persoonlijk hoogtepunt in het vierjarig verblijf in Dordrecht was de winnende goal (1-0) die hij op 17 januari 1982 scoorde in de bekerwedstrijd tegen Ajax. Regerend landskampioen Ajax werd daardoor uitgeschakeld door DS'79 dat onderin de Eerste divisie stond.   
In 1984 keerde hij terug naar zijn vaderland en ging spelen bij ES Sahel. Een jaar later werd hij international en hij kwam zeventien keer uit voor het nationale team.
Braham trainde na zijn spelersloopbaan clubs in Marokko, Libië en Tunesië en werd voetbalanalyticus.

## Wedstrijdstatistieken
| Seizoen | Club     | Competitie     | wed. | goals |
| ------- | -------- | -------------- | ---- | ----- |
| 1980/81 | DS '79   | Eerste divisie | 29   | 8     |
| 1981/82 | DS '79   | Eerste divisie | 30   | 9     |
| 1982/83 | DS '79   | Eerste divisie | 30   | 10    |
| 1983/84 | DS '79   | Eredivisie     | 25   | 3     |
| 1984/85 | ES Sahel | Ligue 1        | ?    | ?     |
| 1985/86 | ES Sahel | Ligue 1        | ?    | ?     |
| 1986/87 | ES Sahel | Ligue 1        | ?    | 9     |
| 1987/88 | ES Sahel | Ligue 1        | ?    | ?     |